# Lista de doutores honoris causa pela Universidade do Porto
Esta é uma lista dos Doutores Honoris Causa pela Universidade do Porto:
- Agustina Bessa-Luís - Faculdade de Letras (22 de março de 2005)
- Alfredo Gomes de Faria Junior - Faculdade de Ciências do Desporto e de Educação Física - atual Faculdade de Desporto (27 de setembro de 2004)
- Alphonse Luisier - Faculdade de Ciências (16 de janeiro de 1942)
- António Augusto de Sousa Amorim - Faculdade de Economia (14 de outubro de 1975)
- António Barros Machado - Instituto de Ciências Biomédicas Abel Salazar (11 de julho de 1990)
- António Lima de Faria - Instituto de Ciências Biomédicas de Abel Salazar (15 de outubro de 2002)
- Armando Diaz - Faculdade de Ciências (11 de abril de 1921)
- Arthur Edward Bergles - Faculdade de Engenharia (19 de outubro de 1998)
- Artur de Sacadura Cabral - Faculdade Técnica (atual Faculdade de Engenharia) (24 de outubro de 1922)
- Augusto de Castro Sampaio Corte-Real - Faculdade de Letras (20 de dezembro de 1969)
- Belmiro de Azevedo - Faculdade de Engenharia (22 de maio de 2009)
- Boris Alpern - Faculdade de Ciências (28 de outubro de 1987)
- Brebis Bleaney - Faculdade de Ciências (4 de abril de 1987)
- Carlos Jimenez Díaz - Faculdade de Medicina (12 de março de 1955)
- Carlos Viegas Gago Coutinho - Faculdade Técnica (atual Faculdade de Engenharia) (24 de outubro de 1922)
- Carlos Cardas  - Faculdade de Medicina (17 de fevereiro de 2014)
- Carlos Alberto Mota Soares - Faculdade de Engenharia (7 de abril de 2017)
- Charles Maurain - Faculdade de Ciências (31 de outubro de 1932)
- Christian Debuyst - Faculdade de Direito (15 de maio de 2009)
- David Roger Jones Owen - Faculdade de Engenharia (19 de outubro de 1998)
- Eckhard Meinberg - Faculdade de Desporto (6 de março de 2006)
- Eduardo Garcia de Enterría - Faculdade de Direito (15 de maio de 2009)
- Eugène Braunwald - Faculdade de Medicina (8 de maio de 1993)
- Eugénio de Andrade - Faculdade de Letras (22 de março de 2005)
- Fernando Henrique Cardoso - Faculdade de Economia (22 de julho de 1995)
- Fernando Henrique Lopes da Silva - Instituto de Ciências Biomédicas de Abel Salazar (15 de outubro de 2002)
- Fernando Lanhas - Faculdade de Belas Artes (29 de novembro de 2005)
- Germano Silva - Universidade do Porto - (3 de novembro de 2016)
- Gregorio Marañon - Faculdade de Medicina (13 de novembro de 1946)
- Guilherme de Oliveira Estrella - Universidade do Porto (16 de outubro de 2009)
- Hans Joachim Appel - Faculdade de Desporto (6 de março de 2006)
- Henri Begouen - Faculdade de Ciências (31 de outubro de 1932)
- Henri Bismuth - Faculdade de Medicina (23 de janeiro de 1995)
- Henry Skinner - Faculdade de Ciências (4 de abril de 1987)
- Hermanfrid Schubart - Faculdade de Letras (28 de janeiro de 2005)
- Jacqueline Hamesse - Faculdade de Letras (9 de julho de 1999)
- Jacques Delors - Faculdade de Economia (10 de março de 1999)
- Jacques Rogge - Faculdade de Desporto (26 de novembro de 2009)
- James Mcgill Buchanan - Faculdade de Economia (4 de dezembro de 1995)
- Jean Delumeau - Faculdade de Letras (6 de janeiro de 1984)
- Jean Hamburger - Faculdade de Medicina (21 de dezembro de 1990)
- Jesús Prieto - Faculdade de Medicina (29 de outubro de 2001)
- João Havelange - Faculdade de Ciências do Desporto e de Educação Física - actual FADEUP (1 de fevereiro de 2001)
- João Pedro Pulido Valente Monjardino - Instituto de Ciências Biomédicas de Abel Salazar (15 de outubro de 2002)
- João Schwalbach - Faculdade de Medicina (30 de setembro de 2022)
- Jorge Sampaio - Universidade do Porto (24 de fevereiro de 2015)
- Jorge Miranda - Faculdade de Direito (6 de outubro de 2005)
- José Carreras - Faculdade de Medicina (23 de junho de 2009)
- José Casares Gil - Faculdade de Farmácia (11 de julho de 1942)
- José de Magalhães Pinto - Faculdade de Economia (27 de junho de 1968)
- José Henrique de Azeredo Perdigão - Universidade do Porto (4 de abril de 1987)
- José Manuel Constantino - Faculdade de Desporto (26 de fevereiro de 2016)
- José Manuel Pereira de Oliveira - Faculdade de Letras (25 de maio de 2001)
- José Ramos-Horta - Faculdade de Letras (31 de outubro de 2000)
- Joseph Joffre - Faculdade de Ciências (6 de abril de 1921)
- Júlio Ferry Borges - Faculdade de Engenharia (21 de maio de 1991)
- Leonard Boyle - Faculdade de Letras (9 de julho de 1999)
- Luís Portela - Universidade do Porto (24 de setembro de 2009)
- Manoel de Oliveira - Faculdade de Arquitectura (26 de junho de 1989)
- Manuel Coelho Mendes da Rocha - Faculdade de Engenharia (30 de março de 1970)
- Marcelo Rebelo de Sousa - Faculdade de Direito (6 de outubro de 2005)
- Maria de Lurdes Belchior - Faculdade de Letras (5 de maio de 1996)
- Maria Manuela Gouveia Delille - Faculdade de Letras (6 de março de 2008)
- Marie-Louise Bastin - Faculdade de Letras (28 de junho de 1999)
- Mário Júlio Brito de Almeida Costa - Faculdade de Direito (6 de outubro de 2005)
- Mário Soares - Faculdade de Letras (19 de Junho de 1990)
- Mauritius Mercandier - Faculdade de Medicina (21 de novembro de 1979)
- Michel Cremer - Faculdade de Medicina (29 de outubro de 2001)
- Nadir Afonso, arquitecto, pintor e pensador (5 de novembro de 2012)
- Neal Bricker - Faculdade de Medicina (7 de junho de 1993)
- Nuno Teotónio Pereira - Faculdade de Arquitetura (22 de janeiro de 2003)
- Octávio Mangabeira - Faculdade de Engenharia (8 de maio de 1934)
- Paul Sabatier - Faculdade de Ciências (21 de junho de 1923)
- René Leriche - Faculdade de Medicina (18 de fevereiro de 1932)
- Smith Dorrien - Faculdade de Ciências (11 de abril de 1921)
- Susan Hockfield - Universidade do Porto (25 de novembro de 2009)
- Suzanne Daveau - Faculdade de Letras (25 de maio de 2001)
- Sydney Brenner - Universidade do Porto (30 de abril de 2003)
- Thomas Starzi - Faculdade de Medicina (23 de janeiro de 1995)
- Ulrich Georg Trendlenburg - Faculdade de Medicina (21 de outubro de 1982)
- Victor António Augusto Nunes de Sá Machado - Faculdade de Medicina (15 de julho de 1987)
- Vittorio Gregotti - Faculdade de Arquitectura (22 de janeiro de 2003)
- Xanana Gusmão - Faculdade de Letras (31 de outubro de 2000)
- Ximenes Belo - Faculdade de Letras (31 de outubro de 2000)

Fonte: Universidade do Porto - Doutores Honoris Causa pela Universidade do Porto